# Amauridia inscitalis
Amauridia inscitalis är en fjärilsart som beskrevs av William Schaus 1916. Amauridia inscitalis ingår i släktet Amauridia och familjen nattflyn. Inga underarter finns listade i Catalogue of Life.